# Racketsport

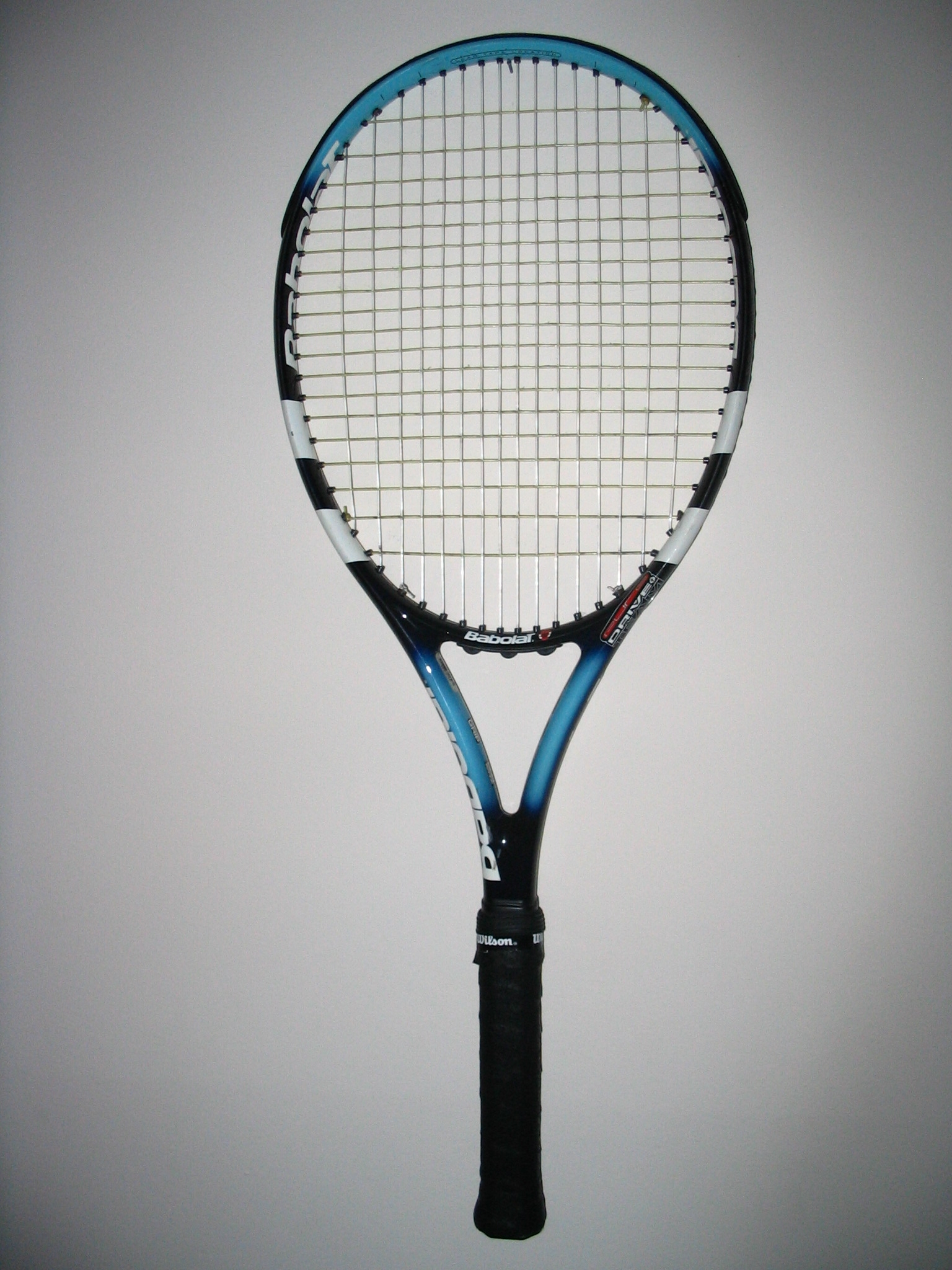
En tennisracket

Racketsport är en sport som spelas med hjälp av en racket av något slag. Från början spelades de flesta racketsporterna med käppar, påkar eller stavar. Till de vanligaste racketsporterna hör tennis, badminton och bordtennis/pingis, men även Squash.

## Racketsporter
- Badminton
- Bordtennis/pingis
- Padeltennis, eller padel.
- Parabadminton
- Platform tennis
- Paddle tennis, eller padder tennis
- Pickleball, eller pickelboll.
- Racquetball, eller racketboll
- Racquets, eller rackets
- Racketlon
- Real tennis
- Rullstolstennis
- Soft-ball tennis
- Speed badminton, eller speedminton
- Squash
- Tennis